# Salix paradoxa
Salix paradoxa — вид квіткових рослин із родини вербових (Salicaceae).

## Морфологічна характеристика
Це невелике дерево чи кущ від 2 до 15 метрів заввишки.

## Середовище проживання
Мексика. Росте у лісі Pinus-Quercus, хмарних лісах з Abies, і, як правило, займає порушені середовища. Звичайні асоційовані таксони включають види Garrya, Alnus, Arbustus, Litsea та Clethra; на висотах 600–3400 метрів.

## Загрози
Таксону потенційно загрожує вирубка лісів через зміну землекористування для розширення міст і лісових пожеж. Однак цей вид був зареєстрований в охоронюваних зонах, тому очікується, що вони не створюють проблем із виживанням.

## Використання
Використання невідоме.